# Persephone (mythologie)
Persephone (Oudgrieks: Περσεφόνεια, Persephoneia (vooral bij Homeros) of Περσεφόνη, Persephonè; Latijn: Proserpina) (uitspraak: "pèrseefoonee") is in de Griekse mythologie de godin van het dodenrijk en van de lente. Ze was de dochter van Demeter, de godin van de landbouw en het graan, en de oppergod Zeus. De Romeinse varianten van Demeter en Zeus zijn Ceres en Jupiter.

## Demeter en Persephone
Demeter hield geweldig veel van haar dochter en waakte over haar als een moederkloek. Maar toch werd Persephone ontvoerd, juist toen ze bloemen plukte in het veld. Hades, de god van de onderwereld en heerser over de doden, kwam met paard en wagen op uit een kloof in de schoot van de aarde en trok haar op zijn wagen. Persephone riep om hulp, maar het mocht niet baten: ze verdween met hem in de duisternis.
Demeter stortte zich in een diep verdriet. Na lang gezocht te hebben op aarde ging ze ook de sterrenbeelden af, daar vroeg zij aan Hélice of zij haar dochter niet gezien had. Deze gaf als antwoord dat Helios alles gezien had, en gaf daarna zelf het antwoord al: Persephone is in de onderwereld, bij Hades. Demeter was volkomen machteloos en in haar treurnis over het verlies bracht ze een dorre winter op aarde en veel mensen leden hongersnood.
Toen het al te erg werd, gebood Zeus zijn broer Hades om Persephone aan haar moeder terug te geven. Hades stemde toe, maar Persephone moest nog één avondmaal eten en daar at ze zes granaatappelpitjes. Als er eenmaal iets in het dodenrijk heeft gegeten, kan men niet meer terug. Voor elke pit die ze gegeten had moest Persephone een maand naar hem terugkeren. En zo gebeurde het dat zij elk jaar in de lente en een deel van de zomer, het groei- en bloeiseizoen, bij haar moeder was en daarna weer terugging naar de onderwereld, naar Hades. Met Persephone kwam dus elk jaar de lente op aarde, en sprak men van de Anodos van Persephone. De mythe van Demeter, Hades en Persephone kan zo gezien worden als de Griekse verklaring van het ontstaan en voortduren van de seizoenen.

## Verering
In de mysteriëndienst van Eleusis werd Persephone vereerd onder de bijnaam Κόρη (Korè (bet. 'meisje')) samen met Demeter. Beide godinnen vormden een soort eenheid waarbij Demeter de bebouwde aarde was, en Korè, het graan dat in de aarde valt, sterft en nieuw leven voortbrengt.
De Romeinen vereerden haar als Proserpina. Zij werd daar ook gelijkgesteld met de godin Libera.

## Afbeeldingen

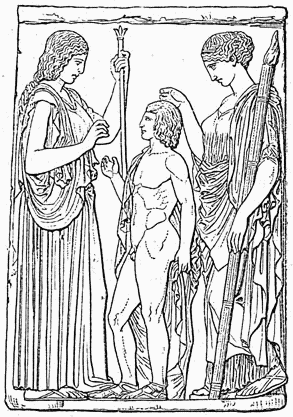
Demeter en Persephone, zegenen de jonge Triptolemos die van hen de kunst van de landbouw ontving.
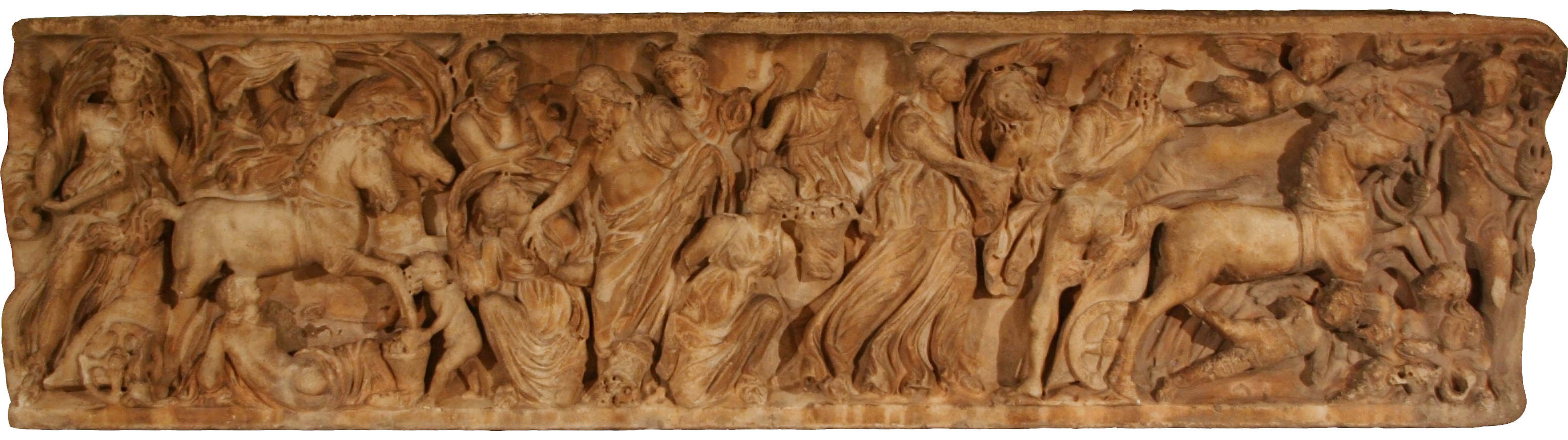
Sarcofaag met scènes van de ontvoering van Proserpina, Archeologisch Museum van Catalonië in Barcelona
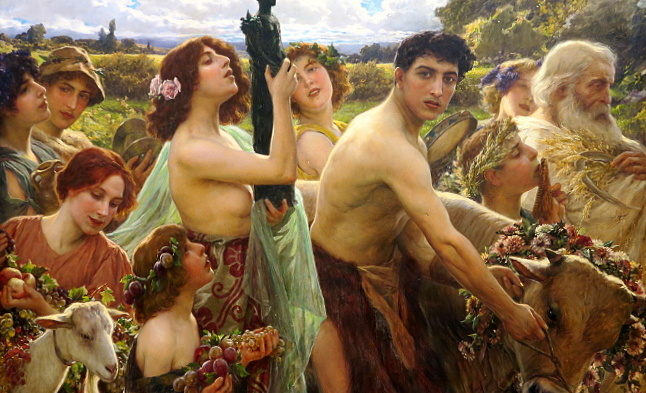
"Ave natura" door Cesare Saccaggi, die een Romeinse processie voorstelt naar de Proserpina-godin van de tarwe